# ILPR
Polimorfni region koji je povezan sa insulinom (ILPR) je regulatorna sekvenca insulinskog gena, koja počinje u poziciji -363 ispred početne lokacije transkripcije 5' regiona i sastoji se od višestrukih ponavljanja ACA-GGGGT(G/C)(T/C)GGG konsenzusne sekvence. Polimorfni aspekat tog regiona je posledica tri moguće kombinacije sekvenci čije dužine su: 700bp, 1600bp i 2500bp.